# پل رابرتسون
پل رابرتسون (انگلیسی: Paul Robertson؛ زادهٔ ۹ اوت ۱۹۷۹) پویانما اهل استرالیا است.
از فیلم‌ها یا مجموعه‌های تلویزیونی که وی در آن‌ها نقش داشته‌است می‌توان به ادالت سویم، پیکسل‌ها، اسکات پیلگریم در برابر دنیا، آبشار جاذبه، ریک و مورتی و سیمپسون‌ها اشاره نمود.